# Grote Prijs Stad Zottegem 1970
Il Grote Prijs Stad Zottegem 1970, trentacinquesima edizione della corsa, si svolse il 18 agosto 1970 su un percorso di 160 km, con partenza e arrivo a Zottegem. Fu vinto dal belga Fernand Hermie della Faemino-Faema davanti ai suoi connazionali Jacques Zwaenepoel e Willy Van Neste.

## Ordine d'arrivo (Top 10)
| Pos. | Corridore          | Squadra                  | Tempo    |
| ---- | ------------------ | ------------------------ | -------- |
| 1    | Fernand Hermie     | Faemino-Faema            | 4h07'26" |
| 2    | Jacques Zwaenepoel | Hertekamp-Magniflex      |          |
| 3    | Willy Van Neste    | Mann-Grundig             |          |
| 4    | Julien Van Lint    | Germanvox-Wega           |          |
| 5    | Ward Janssens      | Fagor-Mercier-Hutchinson |          |
| 6    | André Dierickx     | Flandria-Mars            |          |
| 7    | Hubert Hutsebaut   | Flandria-Mars            |          |
| 8    | Herman Vrijders    | Geens-Watney             |          |
| 9    | Camille Sohier     | Goldor-Fryns             |          |
| 10   | Marc De Block      | Hertekamp-Magniflex      |          |